# پانچال
پانچال (به انگلیسی: Panchala) نام سابق ناحیه‌ای در هند است. پانچال پادشاهی باستانی بود که در شمال هند در دوآب جلگه سند و گنگ علیا بود. در دوره ودایی (حدود ۹۰۰ تا ۵۰۰ پ. م) پانچال یکی از قوی‌ترین دول شبه‌قاره هند بود و با پادشاهی کورو اتحادی نزدیک داشت. تا قرن پنجم پ.م. به یک کنفدراسیون الیگارشی تبدیل شده بود و یکی از شانزده دول اصلی شبه‌قاره هند محسوب می‌شد. در قرن سوم پ.م. سرزمین‌هایش تحت حکومت پادشاهی مائوریا درآمد. پامچالی پس از مدتی استقلال خود را به‌دست‌آورد و درنهایت در قرن چهارم میلادی توسط پادشاهی گوپتا فتح شد.